# Холми (Зеленоградський район)
Холми (рос. Холмы) — селище Зеленоградського району, Калінінградської області Росії. Входить до складу Ковровського сільського поселення.
Населення — 180 осіб (2015 рік).

## Населення
| 2002 | 2010 |
| ---- | ---- |
| 252  | ↘180 |